# Geyersberg (Freyung)
Geyersberg ist ein Ortsteil der Stadt Freyung im Landkreis Freyung-Grafenau in Bayern. Er liegt südwestlich des Kernortes Freyung. Nördlich verlaufen die Staatsstraße 2132 und die B 12.

## Geschichte
Im Bereich der Ortslage befand sich ursprünglich mit dem Burgstall Geyersberg eine abgegangene mittelalterliche Höhenburg, die Sitz der Passauer Bischöfe war und sich in der Gegenwart unter Bodendenkmalschutz befindet.
In den 1970er Jahren entstand der Ferienpark Geyersberg, der aus mehreren Hochhäusern besteht und zu diesem Zeitpunkt das Angebot an Gästebetten in Freyung vervielfachte. Später auch die Bavaria-Rehabilitationsklinik Freyung (1. September 1985 – 15. September 2022).
Am 25. Mai 1987 hatte der Ortsteil Geyersberg 95 Einwohner.
Vom 25. Mai bis zum 3. Oktober 2023 fand im Freyunger Ortsteil Geyersberg die Bayerische Landesgartenschau Freyung 2023 statt.

## Kultur und Sehenswürdigkeiten

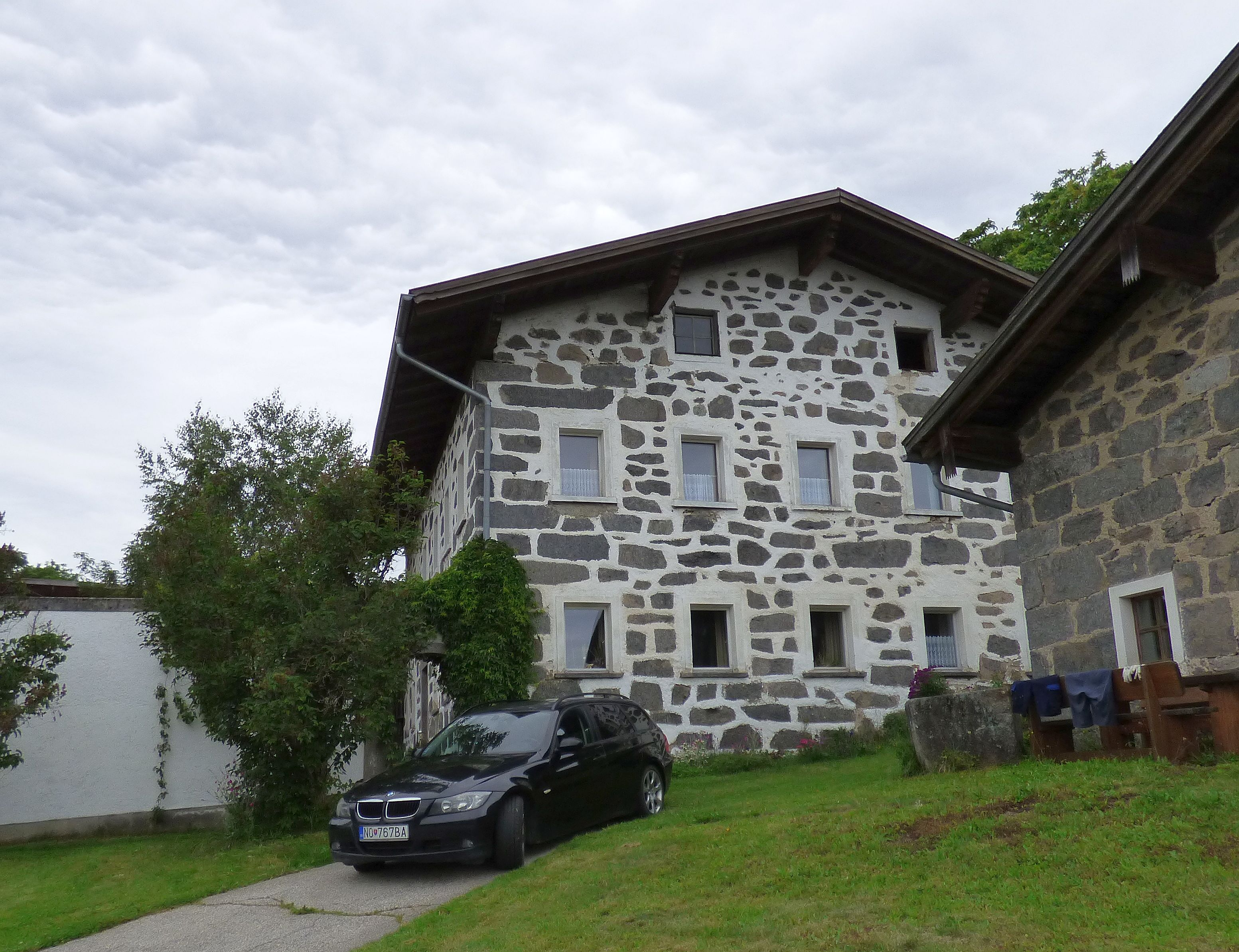
Der unter Denkmalschutz stehende Hakenhof

In der Liste der Baudenkmäler in Freyung sind für Geyersberg zwei Baudenkmäler aufgeführt:
- Das Kleinbauernhaus (Geyersberg 9), bezeichnet 1848, ist ein Hausteinbau.
- Der Hakenhof (Geyersberg 13), bezeichnet 1837, ist ein Hausteinbau mit breiten Fugen.

Auf dem Geyersberg befindet sich ein von weitem sichtbarer Ferienpark und private Anbieter bieten Übernachtungs- und weitere Erholungsmöglichkeiten an, u. a. ein Wohnmobil-Stellplatz, ein Wintersportgebiet mit Skipiste, Skilift, Skischule und mehreren Loipen. Auf mehreren Wanderwegen kann von hier aus die Umgebung erkundet werden.
Unmittelbar neben der Skipiste betreibt der Arnbrucker Glasproduzent Weinfurtner eine Filiale mit Schauwerkstatt. In der südlichen Ortslage befindet sich ein Mobilfunk- und Fernmeldeturm, der UnserRadio überträgt, sowie einen im Bau befindenden 31 Meter hohen Aussichtsturm, von welchem man eine Rundumsicht auf die Umgebung wie den Haidel, Dreisessel, Lusen, den Großen Rachel, Brotjacklriegel und bei geeigneter Witterung eine Fernsicht bis zu den Alpen hat.

Geyersberg 2016
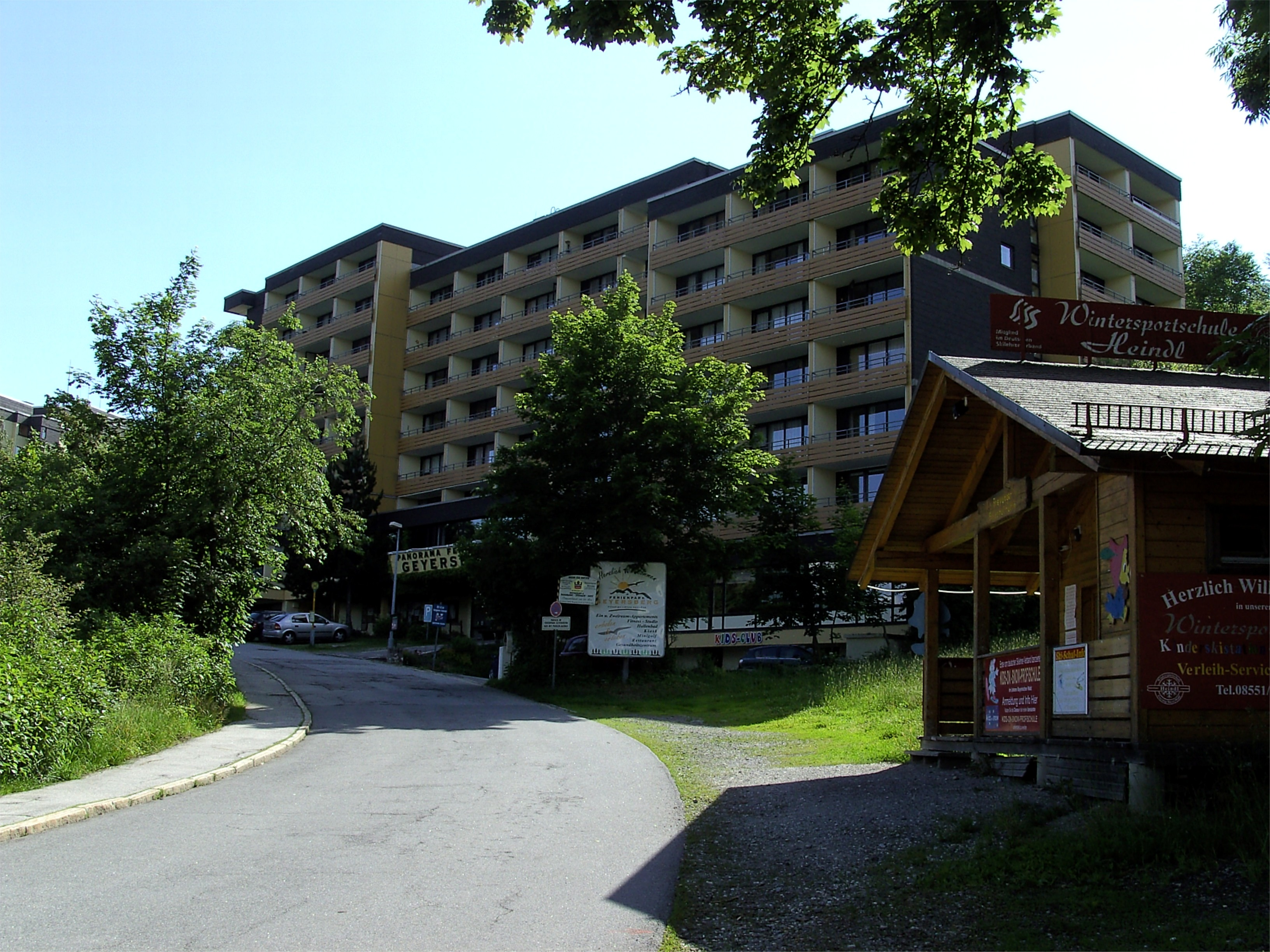
Panoramahotel und Ferienpark Geyersberg
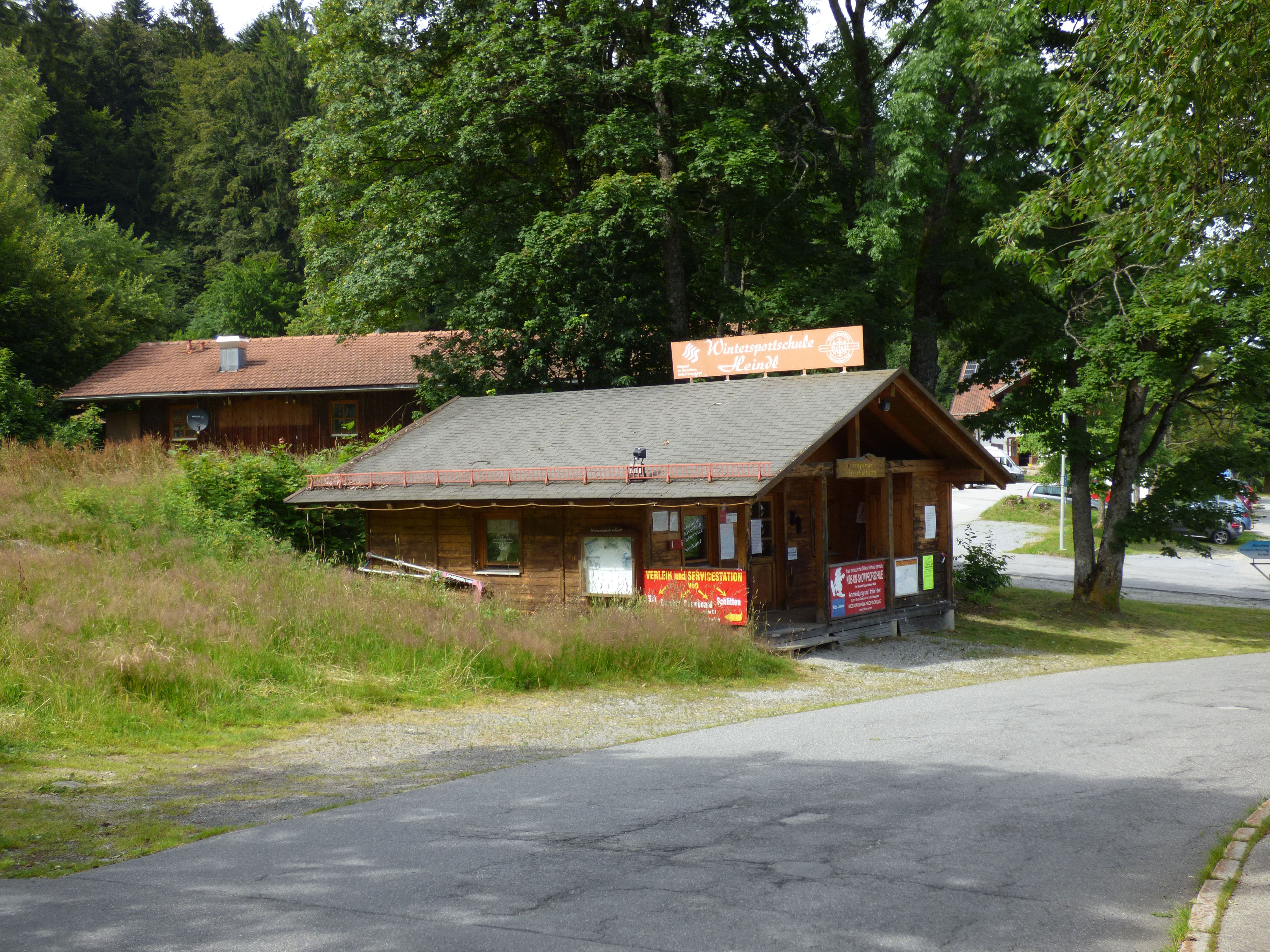
Skischule
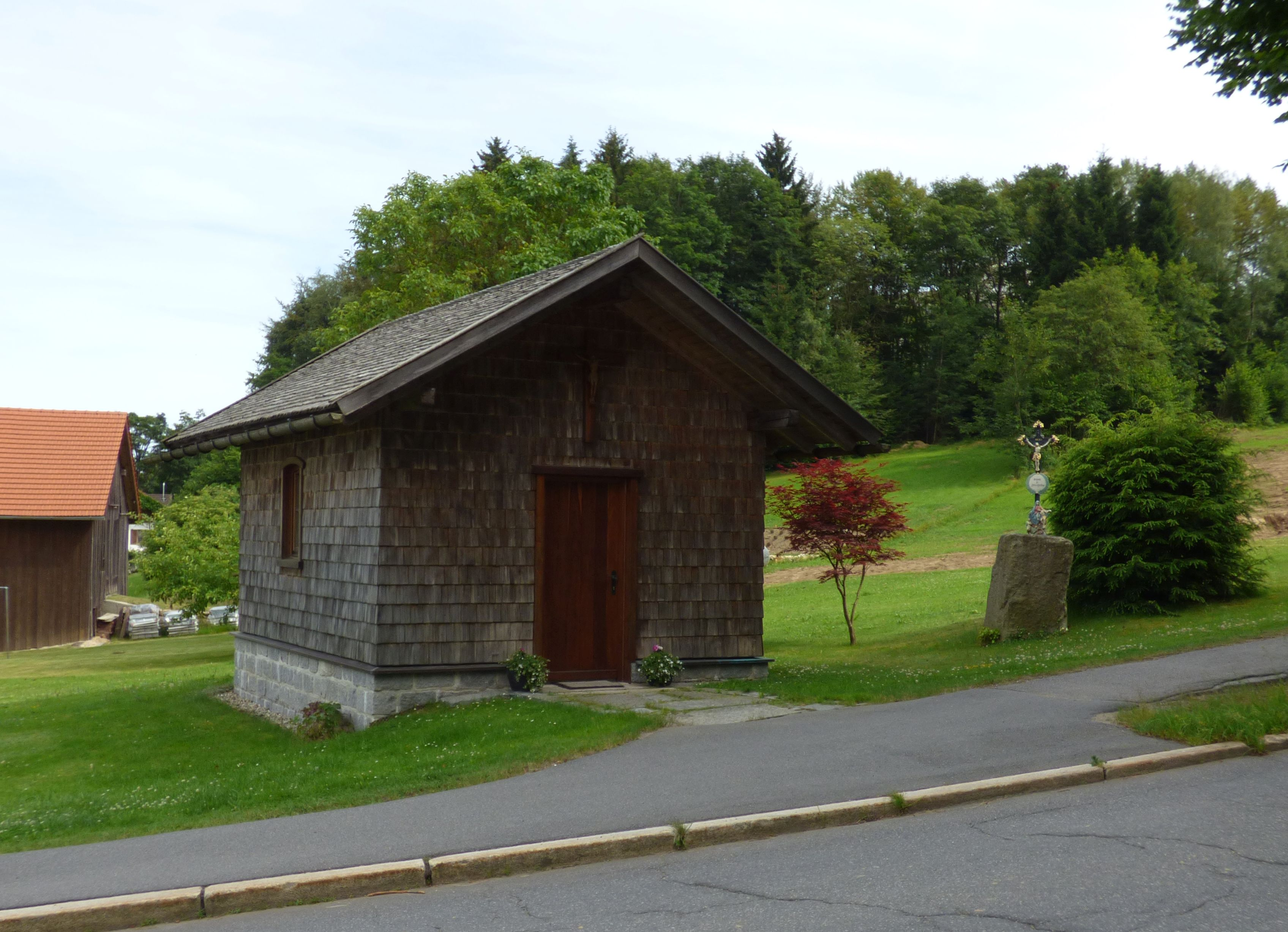
Kapelle
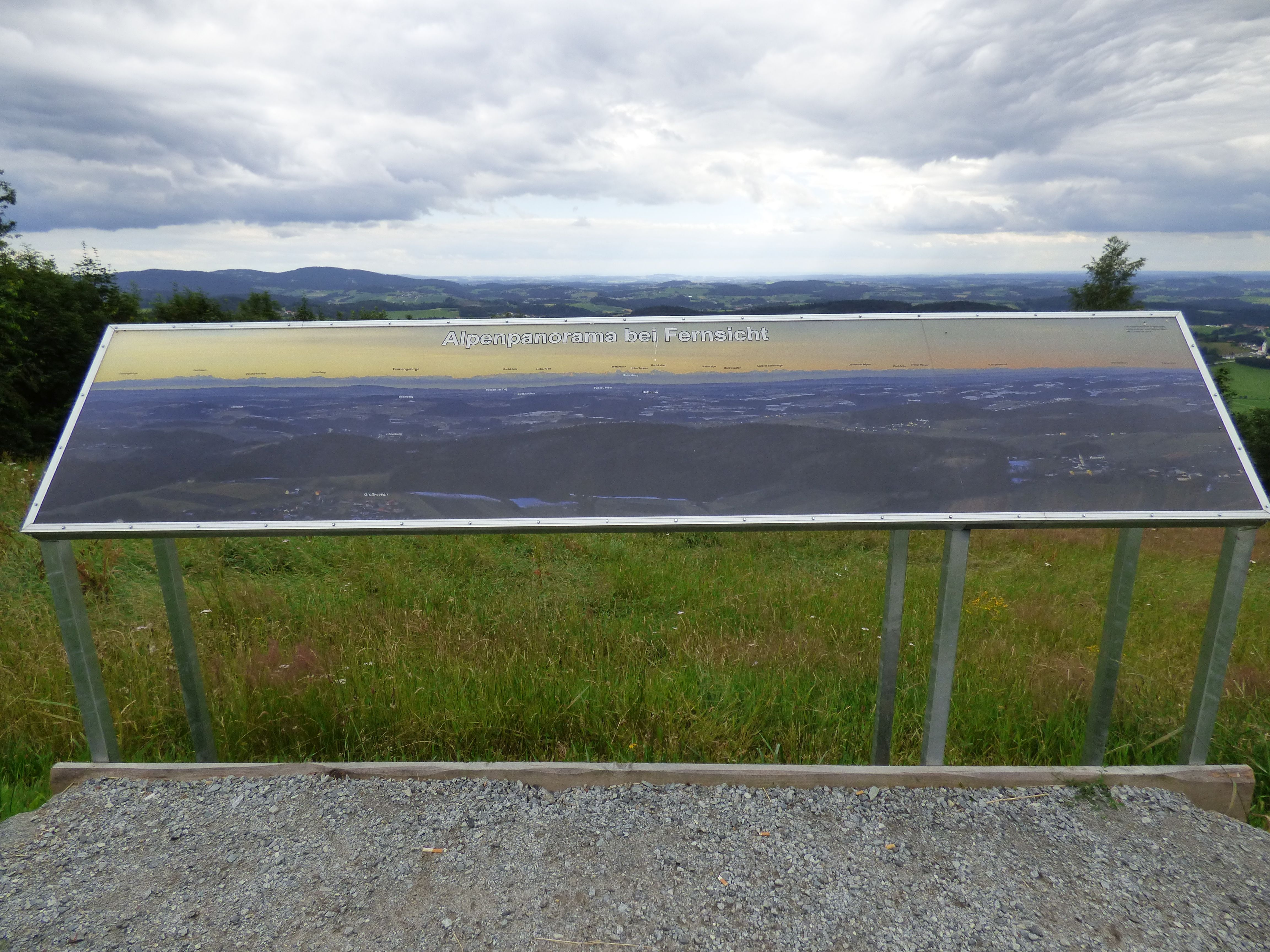
Aussichtspunkt mit Fernsicht